# Vibrationstechnik
Die Vibrationstechnik ist der Teilbereich des Maschinen- und Anlagenbaus, der sich mit der Erzeugung und Anwendung von Schwingungen befasst.
Die Erzeugung von Schwingungen erfolgt in der Regel mit elektrisch, pneumatisch oder hydraulisch betriebenen Vibratoren oder Klopfern.
Anwendungen für Vibrationstechnik:
- Verdichtung von Beton im Bau
- Verdichtung von Schüttgütern o. Ä.
- Lösen von Anhaftungen an Behältern/Silos
- Prüfen der Erschütterungsbeständigkeit von Produkten

Es sind folgende Teilgebiete anzutreffen, wobei es Unternehmen gibt, die sich auf einen Teilbereich spezialisiert haben:
- Vibratorenbau
- Bau von Anlagen mit mehreren Vibratoren
- Bau von Zubehörteilen für Vibratoren
- Planung und Bau von Vibrations-
  - tischen
  - rinnen
  - fördereinrichtungen